# Bill Maher
William Maher, Jr. (Nueva York, 20 de enero de 1956) es un presentador de televisión, comentador político, actor, escritor y comediante estadounidense. Presentó el programa de televisión Politically Incorrect en Comedy Central y ABC. Actualmente el presentador de Real Time with Bill Maher en HBO. El 1 de junio de 2006 empezó a presentar un programa solamente en Internet en Amazon.com titulado Amazon Fishbowl.
Maher es conocido por sus sátiras y comentarios políticos, que abarcan una amplia variedad de temas, de la derecha a la izquierda política, burocracia de muchos tipos, corrección política, Hollywood, los medios de comunicación, y personas poseedoras de un alto poder político y social entre otros. Apoya la legalización de la marihuana y el matrimonio igualitario. Además es crítico con la religión y es un miembro consejero de la fundación Project Reason. Maher está en el puesto 38 de Comedy Central entre los 100 mejores comediantes de todos los tiempos.[cita requerida]

## Biografía
Maher nació en la ciudad Nueva York, hijo de Julie Berman, enfermera y William Maher, editor de una cadena de noticias. Maher fue criado católico, la religión de su padre, y no supo que su madre era judía hasta que fue adolescente. Creció en River Vale, Nueva Jersey y se graduó en el Instituto Pascack en Montvale, New Jersey. Obtuvo su Bachelor of Arts en inglés e historia en la Universidad Cornell en 1978.
Maher comienza su carrera como comediante y actor. Fue presentador en Nueva York del club de comedia "Catch a Rising Star" en 1979. Gracias a Steve Allen, comenzó a aparecer en el programa de Johnny Carson y David Letterman en 1982. Hizo pequeñas apariciones en televisión, incluyendo dos apariciones distintas en Se ha escrito un crimen haciendo dos personajes diferentes. También apareció en varias películas, normalmente un papel cómico. Su debut fue en D.C. Cab (1983) y también apareció en Ratboy (1986), Cannibal Women in the Avocado Jungle of Death (1988), y Pizza Man (1991).

## Visión del mundo

### Ideología política
Maher se describe a sí mismo como un libertario, y defensor de la escuela minarquica del pensamiento libertario, afirmando que "el gobierno esta ahí para hacer las cosas que la gente no puede por sí mismas"; sin embargo, algunos han cuestionado la validez de su autoproclamado libertarismo, describiendo como un liberal de centroizquierda. Maher está a favor de la privatización parcial de la seguridad social, y la legalización del juego, prostitución, y todas las drogas. (Maher es miembro del Consejo de NORML, una organización que apoya la descriminalización de la marihuana). Además, Maher se describe a sí mismo como un ecologista, y frecuentemente hace referencia al tema del calentamiento global en su programa Real Time.
Maher apoyó a Bob Dole en las elecciones presidenciales de Estados Unidos de 1996 sobre la base de que Dole era un héroe de guerra y el tipo de republicano a la vieja usanza que a él le gustaba. A pesar de que le dijo a Harry Browne (el candidato del Partido Libertario) que le daría su voto cuando estuvo su programa Politically Incorrect, a final votó por Ralph Nader en las elecciones presidenciales de Estados Unidos del año 2000.
Maher ha expresado su disgusto hacia las farmacéuticas y la industria de la salud en general, porque generan dinero curando a las personas que se enferman por consumir comidas no saludables que la sociedad le impone al público. Además mantiene que el consumo masivo de jarabe de maíz contribuye a la epidemia de obesidad en los Estados Unidos. El 11 de agosto de 2005, en un episodio de Larry King Live, Maher dijo que no era vegetariano, añadiendo "pero no como mucha carne".
Antes de las elecciones presidenciales de Estados Unidos de 2004, Maher fue bastante directo en su oposición a la reelección de George W. Bush, y su apoyo por John Kerry como el mejor candidato para vencer a Bush, llegando a arrodillarse en su programa, junto al director Michael Moore, y rogarle a Ralph Nader que se retirara. Maher a menudo comenta que la palabra "liberal" ha sido injustamente demonizada, y durante las elecciones criticó a Kerry por avergonzarse de la palabra. Como Maher apoya la pena de muerte, la legalidad del aborto y la eutanasia, a menudo declara cómicamente que su posición es pro-muerte. Acorde con lo anterior, cree que el tamaño de la población humana ha conducido a dañar el ecosistema de la Tierra; por eso en general está a favor de algo que la reduzca. Desde el 11 de septiembre en numerosas ocasiones ha defendido el uso de perfiles raciales en los aeropuertos.
Estuvo desde un principio en contra de la guerra en Irak, pero por un período corto de tiempo sus comentarios fueron menos escépticos a la luz de las elecciones en Irak del año 2005. Ahora Maher habla de esta guerra como un error y dijo en el episodio de Real Time del 24 de febrero de 2006, que Irak estaba mejor bajo el control de Saddam Hussein y que los Estados Unidos no puede controlar la violencia sectaria como lo hacía el dictador. Maher ha dicho además, que la invasión de Irak ha incrementado la amenaza del terrorismo y también ha declarado su preocupación acerca de la posibilidad o de que ya se esté dando una guerra civil en este país.[cita requerida]
Maher se describe a sí mismo como un acérrimo partidario de Israel.
En referencia a las elecciones presidenciales de Estados Unidos de 2008, Bill Maher anunció su apoyo a Barack Obama.

### Crítica de las teorías de la conspiración del 11-S
Maher ha criticado frecuentemente las teorías de conspiraciones del 11-S, declarando por ejemplo el 14 de septiembre de 2007 en su programa Real Time," estos locos que todavía creen que el gobierno tiró abajo las torres gemelas en explosión controlada tienen que dejar de pretender que yo soy el que está siendo ingenuo. ¿Cuán lunática ha de ser una persona para ver en TV en vivo a dos aviones comerciales gigantes cargados de combustible estrellarse contra dos edificios, desatando un infierno masivo que ardió durante dos horas, y luego pensar 'bueno, si tú piensas que eso es la causa...' "?.
El 19 de octubre de 2007 Maher tuvo que echar de su programa (se bajó del escenario y los confrontó) a varios teóricos de la conspiración cuando interrumpieron en numerosas ocasiones gritando del público. Esto atrajo significativamente la atención de los medios de comunicación e incluso elogios del presentador de Fox News y crítico frecuente John Gibson, quien declaró, "apuesto a que la próxima semana estaré enojado o molesto por algo que Maher diga. Pero esta semana, me quito el sombrero ante Bill por un trabajo bien hecho".
El 11 de septiembre, Maher iba a hacer una grabación de Politically Incorrect con Barbara Olson, quien pereció en el vuelo 77 de American Airlines cuando impactó contra El Pentágono.

### Opiniones sobre religión
Maher es muy crítico con la religión, la cual una vez describió como un desorden neurológico que justifica locuras y evita que la gente piense. En dos ocasiones diferentes el cómico ateo George Carlin, en apariciones en Real Time, junto a Maher afirmaron que la religión es la causa de muchos de los problemas de la sociedad y que las prácticas de la religión organizada están llenas de hipocresía. Maher declaró que las opiniones de Carlin fueron una inspiración para hablar en contra de la religión.
Maher ha dicho en numerosas ocasiones que la religión funciona bajo aparente moralidad, pero que en general no tienen nada que ver con la moral; las previsiones religiosas están siendo confundidas con ley moral. Maher cree que sólo porque la religión prohíba el aborto o desprecie la homosexualidad, esto no significa que abortar o ser homosexual sean actos inmorales. En vez de eso, Maher argumenta que una persona inmoral es una que daña a otros a través de acciones como el asesinato o la violación.
Maher se opone a que monumentos religiosos tales como el de los 10 mandamientos, sean colocados cerca de los juzgados, señalando que este violaría la separación entre la Iglesia y el estado. Él ha rebatido la afirmación de cristianos conservadores que afirman que la ley estadounidense se basa en los 10 mandamientos argumentando que de los diez, sólo dos (la prohibición de matar y robar) se aplican en la ley estadounidense. Los otros mandamientos, discute, como el de no adorar a otro dios que no sea el Dios judeocristiano, santificar las fiestas, honrar al padre y la madre, no son leyes estadounidenses en absoluto. En respuesta a la insinuación de que una autoridad moral divina sea necesaria, sugirió "¿no podríamos juntarnos y ponernos de acuerdo en los pocos mandamientos que son leyes? Algo así como 'yo no te mataré y que no me quites mis cosas'". Maher ha declarado en Politically Incorrect, Real Time y en varias apariciones en Larry King Live puntos de vista que referencian a cierto tipo de deísmo, a pesar de que él nunca se ha declarado a sí mismo como un deísta. De hecho, no ha declarado que no cree en Dios, pero sí que la religión organizada no es más que tradición y superstición. En 2002 le dijo al Onion AV Club, "no soy ateo. Hay gran diferencia entre ser ateo y alguien que no cree en la religión. La religión es para mí una burocracia entre el hombre y Dios que yo no necesito. Pero no soy ateo, no. Creo que hay alguna fuerza. Si tú quieres llamarlo Dios... no creo que Dios sea un padre soltero que escribe libros". Afirma que la religión organizada provee respuestas a preguntas que "posiblemente no puedan ser respondidas". Preguntas como "¿A dónde voy cuando muero?" o "¿Existe el cielo?", dice que son imposibles de responder. Afirmando que se tienen las respuestas, Maher dice, la religión organizada es deshonesta y "hace que la gente deje de pensar".
Durante su aparición en Larry King Live el 11 de agosto de 2005 dijo que era un agnóstico que no obstante está todavía abierto a la idea de que Dios existe. Lo siguiente ocurrió durante ese programa:

LLAMANTE: Hola. Bueno, mi pregunta es: el Señor me habló aproximadamente hace tres años, y si el Señor hablase contigo [Maher], me preguntaba si te volverías un creyente.

MAHER: No, me ingresaría en el Bellevue, que es lo que deberías hacer tú...

Maher luego explicó que la certeza en las creencias religiosas de uno, es absurda, usando el ejemplo de la cienciologia: "Tú [un cientólogo], como todas las personas religiosas, tienes un desorden neurológico. La única razón por la que la gente piensa que eso es sensato, es porque muchas otras personas creen la misma cosa. Es locura por consenso."
El 15 de agosto de 2007, en Larry King Live, declaró que es imposible saber lo que ocurre después de la muerte. Comparó las promesas de los cristianos sobre la vida después de la muerte con las promesas hechas por los políticos intentando ser elegidos.
Bill Maher y el director Larry Charles se han unido para crear la película Religulous (juego de palabras juntando las palabras religión y ridículo en inglés) descrita por la revista Variety como un documental "que se burla de extremistas religiosos por todo el mundo" y fue estrenada el 3 de octubre de 2008.
El 4 de febrero de 2015, en su programa Real Time with Bill Maher en HBO comentó sarcásticamente sobre la salida de Zayn Malik exmiembro de la Boy-Band Británica-Irlandesa One Direction declarando: 

MAHER: "Solo respóndeme dos cosas (Dirigiéndose a Zayn Malik), ¿Cuál de la banda eras? y ¿Dónde estabas durante la maratón de Boston? (Acto Terrorista)

Más recientemente, Maher se ha declarado a sí mismo como un apateísta en vez de un agnóstico en Scarborough Country el 24 de abril del 2007.

#### Acusaciones de anti-catolicismo
A pesar de que Maher admite su aversión hacia todo tipo de religión, ha sido particularmente criticado por sus controvertidos comentarios acerca de la Iglesia Católica. El informe de 2003 de la Liga Católica sobre anti-catolicismo afirmó que, siguiendo los escándalos de abusos sexuales de 2002, "Nadie ha insultado más a los católicos que Bill Maher". En el segmento New Rules de su programa, Maher hizo un número de observaciones que han sido interpretadas negativamente por algunos católicos, en particular, comparando sectas y religiones ("si tienes unos cientos de seguidores, y tú dejas que algunos abusen de niños, te llaman el líder de la secta. Si tienes mil millones, te llamarán Papa."), llamando a la Iglesia Católica "la Bear Stearns de la pedofilia organizada", y llamando al papa Benedicto XVI un nazi ("¡era un nazi y usa gorros raros!"), aludiendo a su participación con las juventudes hitlerianas.
Sus comentarios han traído numerosas críticas y protestas de un amplio rango de individuos y grupos relacionados con el catolicismo, incluyendo demandas para que dimita y llamamientos a boicotear Real Time y Time Warner-HBO por la deserción conservadora American Life League. El presidente de la liga católica, William A. Donohue, descartó la naturaleza cómica de dichas opiniones y lo acusó de "inventarse las cosas". Programa siguiente, señaló que las observaciones en cuestión fueron hechas en un contexto de comedia y, sin disculparse explícitamente, prometió no volver a llamar nazi al papa Benedicto. Además expresó su pesar de que la controversia distrajese a la gente sobre su punto principal, el papel del Papa en los escándalos de abusos sexuales relacionadas con la Iglesia, y comentó que la liga católica no tenía nada para rebatir sus observaciones en ese tema particular.

### Opiniones sobre sanidad
Bill Maher ha expresado su opinión de que las enfermedades en general son el resultado de una mala dieta y la medicina a menudo no es el mejor modo de enfrentarlas. En un episodio del programa en 2008 sobre planes sanitarios de los candidatos presidenciales, Maher afirmó que una nutrición deficiente es la causa primaria de la enfermedad, y continuó diciendo "la respuesta no es otra pastilla".
En entrevista con Michael Moore sobre la película Sicko, Maher dijo "básicamente la gente está enferma en este país porque están envenenados; el ambiente es un factor venenoso, pero también hay que decir que se envenena a sí mismos – comen basura, la gente come basura".

## Presentador de televisión
Maher es conocido por ser el antiguo presentador de Politically Incorrect, que se emitió en Comedy Central y más tarde en ABC. Actualmente presenta Real Time with Bill Maher on HBO.
ABC decidió no renovar el contrato de Maher para el programa Politically Incorrect en 2002 después de que hiciera una observación controvertida el 17 de septiembre de 2001, en la cual estaba de acuerdo con su invitado conservador Dinesh D'Souza en que los terroristas del 11 de septiembre de 2001 no habían sido cobardes. Continuó diciendo "nosotros hemos sido cobardes usando misiles crucero a 2000 millas de distancia. Eso es cobarde. Quedarse en el avión cuando este se estrella con el edificio, di lo que quieras sobre eso, pero no es cobarde".
En el contexto de los días posteriores a los ataques, tales observaciones fueron consideradas demasiado controvertidas por algunos de los patrocinadores. A pesar de que algunos comentaristas, incluyendo al presentador de radio conservador Rush Limbaugh, apoyaron a Maher en señalar la diferencia entre cobardía física y moral, compañías incluyendo FedEx y Sears Roebuck retiraron sus anuncios del programa, costando el programa más de lo que recaudaba. Ari FLeischer, quien estaba en el gabinete de prensa de la Casa Blanca en ese momento, respondió a la pregunta de un reportero sobre los comentarios de Maher diciendo "... recuerdan a los estadounidenses que tienen que tener cuidado con lo que dicen, tener cuidado con lo que hacen. Es en ese momento como para observaciones como esas...".
En 2003, Maher comenzó a presentar el programa Real Time with Bill Maher en la cadena HBO, teniendo este un formato de debate parecido al de Politically Incorrect, pero con menor número de invitados. Maher le dijo a Terry Gross en 2004 que disfrutaba teniendo invitados más serios y mejor informados en su actual programa, al contrario que celebridades al azar que aparecían en Politically Incorrect. Desde mayo de 2005, ha estado contribuyendo como blogger para el Huffington Post.
El 13 de enero de 2006 Maher presentó Larry King Live en CNN, programa en el que ha estado como invitado frecuentemente.
Los primeros invitados del programa incluyeron a Dean Koontz y las Dixie Chicks. El programa emitió un episodio piloto al comienzo del año desde el Festival de Cine de Sundance apareciendo como invitados Stephen King y Rob Thomas. Maher además produjo y guionizó el programa, que se emitió el 17 de agosto, ocho días antes del inicio del programa.
A principios de 2006, Real Time fue estrenado como CD de audio junto a otro CD titulado Bill Maher's New Rules (las nuevas reglas de Bill Maher) que contenía fragmentos, segmentos y avances del programa. A partir del episodio 67 (2-23-06) Real Time estuvo disponible en iTunes como podcast gratis semanal.

## Cobertura mediática
En 1997 durante la filmación de un episodio Pictionary, accidentalmente Erik Estrada golpeó a Maher en la cara en un momento exuberancia, dejándolo fuera de combate momentáneamente.
En noviembre de 2004 Maher fue demandado sin éxito por su exnovia, Coco Johnsen, exigiendo nueve millones de dólares por incumplimiento de contrato. Johnsen afirmaba que Maher no cumplió las promesas que le hizo y abusó de ella física y verbalmente. Maher cuestionó públicamente las acusaciones en Larry King Live el 23 de noviembre de 2004. Su abogado respondió a la demanda afirmando que Maher es un "soltero empedernido" y nunca prometió casarse o apoyar a Johnsen y que "la ley de California no permite la demanda de pensión alimenticia hecha con la señorita Johnsen." El 2 de mayo de 2005, la corte superior desestimó la demanda.
En mayo de 2005, el congresista de Alabama Spencer Bachus envió una carta a los directores de Time Warner pidiendo que Real Time fuese cancelado por las observaciones hechas por Maher sobre los bajos números del reclutamiento militar en el episodio del 13 de mayo de 2005 que Bachus pensó que eran degradantes y de mal gusto. El comentario de Maher fue "más gente se unió al club de fanes de Michael Jackson. [...]". Maher respondió reiterando su apoyo a las tropas y preguntando por qué el congresista lo criticaba en vez de hacer algo sobre el problema.

## Obras
- True Story: A Novel, 1994 (ISBN 0-7432-4251-3)
- Does Anybody Have a Problem With That? Politically Incorrect's Greatest Hits, 1996 (ISBN 0-679-45627-9)
- Does Anybody Have a Problem with That? The Best of Politically Incorrect, 1997 (ISBN 0-345-41281-8)
- When You Ride Alone You Ride With Bin Laden: What the Government Should Be Telling Us to Help Fight the War on Terrorism, 2003 (ISBN 1-893224-90-2)
- Keep the Statue of Liberty Closed: The New Rules, 2004 (ISBN 1-932407-47-2)
- New Rules: Polite Musings from a Timid Observer, 2005 (ISBN 1-59486-295-8)
- The New New Rules: A Funny Look at How Everybody but Me Has Their Head Up Their Ass, 2011 (ISBN 0-39915-841-3)